# Tunnel ferroviaire de Guadarrama
Le tunnel de Guadarrama est un tunnel ferroviaire situé en Espagne passant sous la Sierra de Guadarrama. Il se trouve près de Ségovie, sur la LGV Madrid - Valladolid. Il est conçu pour être traversé à la vitesse maximale de 350 km/h

## Description
Sa longueur est de 28 418,66 m et son diamètre est de 8,5 m, il a été inauguré le 22 décembre 2007.